# Karen Carreño
Karen Carreño (Bucaramanga, 27 de septiembre de 1987) es una supermodelo y actriz colombiana.

## Biografía
Karen Carreño nació en Bucaramanga en 1987. Desde su adolescencia le encantó el mundo del modelaje. Se hizo conocida internacionalmente por participar en el videoclip musical de Juanes de la canción "A Dios le pido" con el que Karen Carreño cautivó a la audiencia con su aspecto felino y sencillo al mismo tiempo. Fue descubierta por Janeth Ojeda, su mánager, quien consiguió que a los quince años esta pin up de carne y hueso consiguiese su primer contrato en las pasarelas de México. Y hoy es una de las joyas de la agencia Wilhelmina de Nueva York.

## Participación
En televisión
- Colombia's Next Top Model[2]